# Diplocentria changajensis
Diplocentria changajensis là một loài nhện trong họ Linyphiidae.
Loài này thuộc chi Diplocentria. Diplocentria changajensis được Jörg Wunderlich miêu tả năm 1995.